# Théo Bouchlarhem
Théo Bouchlarhem (Saint-Jean-d'Angély, 3 marzo 2001) è un calciatore francese, centrocampista o attaccante del Sion.

## Caratteristiche tecniche
Ricopre la posizione di ala sinistra, ma può svariare su tutto il fronte offensivo.

## Carriera
È cresciuto nel settore giovanile del Niort, dove ha giocato con la squadra riserve dal 2017 al 2021. Successivamente ha giocato una stagione nella squadra B del Lorient e nel 2022 ha firmato con il Pau. Il 30 dicembre ha debuttato a livello professionistico nell'incontro di Ligue 2 perso 2-1 contro la sua ex squadra, il Niort. Nel corso della stagione è stato impiegato principalmente con la squadra riserve, con cui ha segnato 13 gol in 23 incontri di quinta divisione.
Il 9 luglio 2023 è stato acquistato a titolo definitivo dal Sion.

## Statistiche

### Presenze e reti nei club
Statistiche aggiornate al 16 marzo 2025.
| Stagione        | Squadra         | Campionato      | Campionato | Campionato | Coppe nazionali | Coppe nazionali | Coppe nazionali | Coppe continentali | Coppe continentali | Coppe continentali | Altre coppe | Altre coppe | Altre coppe | Totale | Totale | Totale |
| Stagione        | Squadra         | Comp            | Pres       | Reti       | Comp            | Pres            | Reti            | Comp               | Pres               | Reti               | Comp        | Pres        | Reti        | Pres   | Reti   |        |
| --------------- | --------------- | --------------- | ---------- | ---------- | --------------- | --------------- | --------------- | ------------------ | ------------------ | ------------------ | ----------- | ----------- | ----------- | ------ | ------ | ------ |
| 2017-2018       | Niort 2         | N3              | 3          | 0          | -               | -               | -               | -                  | -                  | -                  | -           | -           | -           | 3      | 0      |        |
| 2018-2019       | Niort 2         | N3              | 15         | 1          | -               | -               | -               | -                  | -                  | -                  | -           | -           | -           | 15     | 1      |        |
| 2019-2020       | Niort 2         | N3              | 15         | 3          | -               | -               | -               | -                  | -                  | -                  | -           | -           | -           | 15     | 3      |        |
| 2020-2021       | Niort 2         | N3              | 4          | 0          | -               | -               | -               | -                  | -                  | -                  | -           | -           | -           | 4      | 0      |        |
| Totale Pau 2    | Totale Pau 2    | Totale Pau 2    | 37         | 4          |                 | -               | -               |                    | -                  | -                  |             | -           | -           | 37     | 4      |        |
| 2021-2022       | Lorient 2       | N2              | 21         | 6          | -               | -               | -               | -                  | -                  | -                  | -           | -           | -           | 21     | 6      |        |
| 2022-2023       | Pau 2           | N3              | 23         | 13         | -               | -               | -               | -                  | -                  | -                  | -           | -           | -           | 23     | 13     |        |
| 2022-2023       | Pau             | L2              | 3          | 0          | CF              | 1               | 0               | -                  | -                  | -                  | -           | -           | -           | 4      | 0      |        |
| 2023-2024       | Sion            | ChL             | 30         | 5          | CS              | 4               | 0               | -                  | -                  | -                  | -           | -           | -           | 34     | 5      |        |
| 2024-2025       | Sion            | SL              | 25         | 1          | CS              | 3               | 3               | -                  | -                  | -                  | -           | -           | -           | 28     | 5      |        |
| Totale carriera | Totale carriera | Totale carriera | 139        | 29         |                 | 8               | 3               |                    | -                  | -                  |             | -           | -           | 147    | 32     |        |